# 28 novembre 1986
Le vendredi 28 novembre 1986 est le 332e jour de l'année 1986.

## Naissances
- Adam Legzdins, joueur de football britannique
- Alfred Yego, athlète kényan
- Arjun Gupta, acteur américain
- Benjamin Brou Angoua, footballeur ivoirien
- Dmitri Chestak, volleyeur russe
- Edyta Jasińska, coureuse cycliste polonaise
- Elisa Lasowski, actrice française
- Erik Tepos Valtierra, joueur de squash mexicain
- Esther Smith, actrice anglaise
- Fiona Button, actrice britannique
- Johnny Simmons, acteur américain
- Kiko Martinez, boxeur espagnol
- Magdalena Piekarska, escrimeuse polonaise
- Maksim Chpilev, volleyeur russe
- Max Rose, représentant des États-Unis pour l'État de New York de 2019 à 2021
- Mouhamadou Dabo, footballeur franco-sénégalais
- Nick Proschwitz, footballeur allemand
- Prateik Babbar, acteur indien
- Taurean Green, joueur américain de basket-ball
- Yoann Touzghar, joueur franco-tunisien de football

## Décès
- Emilio Scanavino (né le 28 février 1922), peintre et sculpteur italien
- Karel Wiesner (né le 25 novembre 1919), chimiste canadien
- Maurice Côté (né le 8 octobre 1917), personnalité politique canadienne
- Norman Gagne (né le 3 janvier 1911), sauteur à ski canadien

## Événements
- France : à la suite des importantes manifestations des lycéens et étudiants, le gouvernement décide de réécrire le projet de loi sur la réforme universitaire[1].
- États-Unis : les États-Unis cessent de respecter les accords SALT II en mettant en service un nouveau B-52 équipé de missiles de croisière.
- Création de la monnaie bolivienne :le boliviano
- Sortie du jeu vidéo Castlequest
- Sortie du film américain L'Œil du tigre
- Début de ma série télévisée MASK
- Création du parc national de Reisa en Norvège
- Création du magazine chilien TV Grama
- Sortie du jeu vidéo Zanac